# Zamek w Bezławkach
Zamek w Bezławkach – zabytkowy komornika krzyżackiego we wsi Bezławki w powiecie kętrzyńskim, w województwie warmińsko-mazurskim. Obecnie kościół filialny pw. św. Jana Chrzciciela należący do parafii katolickiej w Wilkowie.

## Historia
Zamek zbudowano na „surowym korzeniu” około 1377 roku, na co wskazuje badanie dendrochronologiczne. Po roku 1377 wzniesiono mury głównego domu zamkowego o wymiarach 25 x 12 metrów z drewnianymi schodami od strony południowej i wykuszem ustępowym od zachodu. Wnętrze podzielono na 5 poziomów użytkowych, a całość przykryto dwuspadowym dachem ze schodkowymi szczytami od wschodu i zachodu. W okresie późniejszym zbudowano obwód murów z otwartymi od wewnątrz basztami. Ostatnim etapem była budowa murowanej klatki schodowej przy elewacji południowej. W roku 1402 większość prac budowlanych przypuszczalnie była zakończona. W 1403 roku miał tu być przetrzymywany litewski książę Świdrygiełło.
Wjazd na zamek prowadził od wschodu. W średniowieczu zamek był siedzibą komornictwa, która podlegała prokuratorowi w Rastemborku (obecnie Kętrzyn) związanemu z komturstwem w Baldze (Wiesiełoje, obwód królewiecki). Był też punktem etapowym dla wypraw krzyżackich kierujących się na Litwę i Żmudź oraz chronił kolonizowane tereny. W 1583 r. zamek przekształcono w kościół protestancki o czym informował nieczytelny obecnie napis w blendzie nad bramą cmentarną. Od XVI – do końca lat 70. XX wieku kościół służył wspólnocie ewangelicko-augsburskiej.

## Architektura

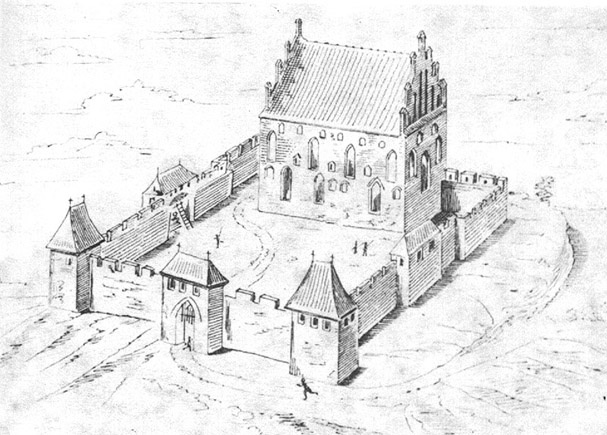
Rekonstrukcja XV-wiecznego zamku autorstwa Conrada Steinbrechta z błędnie zaznaczonym miejscem wjazdu na zamek

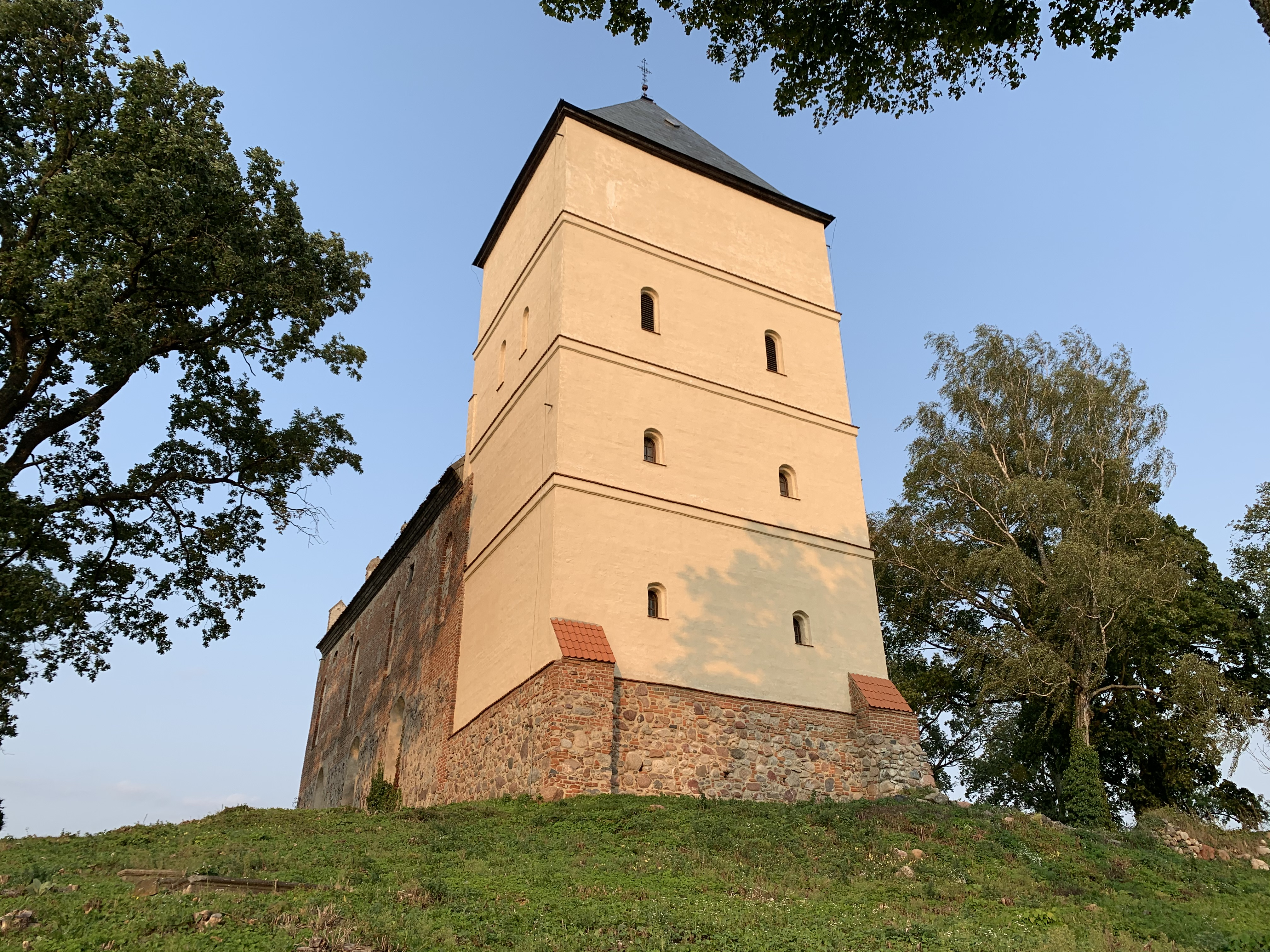

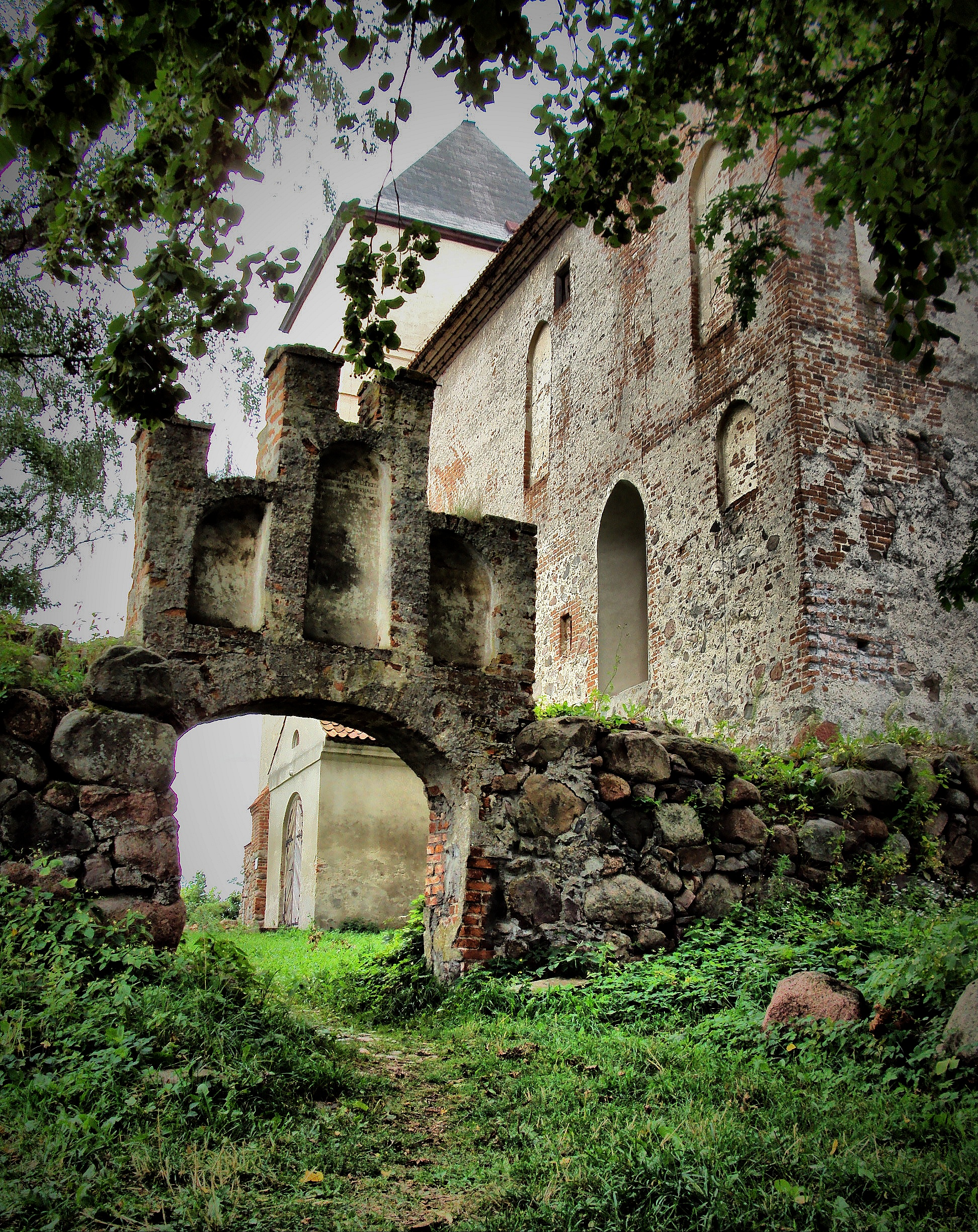
Bramka z XVI w.

Zamek założono na wzniesieniu w pobliżu rzeki Dajny. Mury obwodowe wzniesiono na planie prostokąta o wymiarach 42,3 x 51,8 m. Wjazd znajdował się przy domu zamkowym od wschodu, a nie jak wcześniej rekonstruował to błędnie Conrad Steinbrecht w kurtynie północnej. Wschodnią i zachodnią kurtynę zaopatrzono w płytkie wykusze. Głównym elementem zamku był dom przylegający do północnej ściany murów, o wymiarach 12 x 25 m. Zbudowano go z cegły, na kamiennym fundamencie. Posiadał dwie kondygnacje mieszkalne, trzecia natomiast służyła celom obronnym. Dzieliły je prawdopodobnie drewniane stropy. Schodkowe szczyty domu zdobione były blendami. Po przejściu w ręce protestantów dobudowano kruchtę i zlikwidowano podziały między piętrami. W latach 1726–1730 powstała okazała dzwonnica, przylegająca do zachodniej ściany domu. W XVI w. na dawnym dziedzińcu utworzono cmentarz, a wschodnia część murów wzbogaciła się o nową bramkę z malowaną inskrypcją.
Poważne prace budowlane przy obiekcie miały miejsce w latach 1726–1730, gdy zbudowano wieżę zachodnią (dzwonnicę), w dolnych partiach murowaną, wyżej w konstrukcji ryglowej. Zbudowano także nową kruchtę. Kolejne prace remontowe podjęto w roku 1884, gdy wykonano drewnianą kolebkę we wnętrzu, a elewacje otynkowano. Po 1980 roku obiekt przejęli katolicy, co wiązało się to z kolejną przebudową wnętrza, podczas której około 1988 roku usunięto boczne empory, zlikwidowano ołtarz ambonowy i wymieniono posadzki we wnętrzach.
Zamek w Bezławkach stanowił siedzibę urzędnika zarządzającego najniższą krzyżacką jednostką administracyjną – komornictwem i jest najlepiej zachowanym obiektem spośród zamków komornickich (inne zachowane to Nowy Jasiniec i Giżycko).